# Маргарет Сент-Клер
Маргарет Сент-Клер (англ. Margaret St. Clair; 17 лютого 1911 — 22 листопада 1995) — американська письменниця фентезі та наукової фантастики, яка також писала під псевдонімами Ідріс Сібрайт та Вілтон Газзард.

## Життєпис
Сент-Клер народилася як Єва Маргарет Нілі в Гатчінсоні, штат Канзас. Її батько, член Конгресу США Джордж А. Нілі, помер, коли Маргарет було сім років, але залишив матір добре забезпеченою. Не маючи братів і сестер, Маргарет згадувала своє дитинство як «досить самотнє та книжкове». Коли їй було сімнадцять, вона з матір'ю переїхала до Каліфорнії. У 1932 році, після закінчення Каліфорнійського університету в Берклі, вона вийшла заміж за письменника Еріка Сент-Клера. У 1934 році вона отримала ступінь магістра грецьких класиків. Сім'я Сент-Клерів жила в будинку на вершині пагорба з панорамним краєвидом у теперішньому Ель-Собранте, Каліфорнія, де Маргарет займалася садівництвом; вона також розводила і продавала цуценят такс.
У своїх рідкісних автобіографічних творах Сент-Клер розкрила кілька подробиць свого особистого життя, але інтерв'ю з деякими, хто її знав, свідчать про те, що вони з чоловіком багато подорожували (включаючи деякі відвідини нудистських колоній), були бездітними за власним бажанням і в У 1966 році Реймонд Бакленд присвятив Вікку, взявши крафтові імена Фроніга та Вейланд. Ерік Сент-Клер працював статистом, соціальним працівником, садівником, монтажником і лаборантом на фізичному факультеті Каліфорнійського університету в Берклі; він також опублікував численні оповідання та статті в журналах і був «можливо, провідним американським письменником дитячих оповідань про ведмедів, продавши близько 100 з них».
Сент-Клери зрештою переїхали з Ель-Собранте до будинку на узбережжі біля Пойнт-Арени, «де з кожного вікна відкривався вид на океан». Маргарет пережила чоловіка на кілька років. Протягом усього життя вона підтримувала Американський комітет служби друзів, останні роки життя вона провела в Будинку друзів у Санта-Роза, Каліфорнія. Померла в 1995 році.

## Оповідання
Сен-Клер писала, що «спершу спробувала себе в детективах і таємничих історіях, і навіть у так званих „якісних“ історіях», перш ніж знайшла свою нішу, пишучи фентезі та наукову фантастику для журналів у стилі «pulp». «На відміну від більшості авторів, я не маю особливих амбіцій потрапити на сторінки глянцевих журналів. Я відчуваю, що найкращі твори у своїй кращій формі торкаються справжньої народної традиції та мають баладну якість, якої бракує слікам».
Починаючи з кінця 1940-х років Сент-Клер написала й опублікувала, за її власними підрахунками, близько 130 оповідань. Її перші твори включали серію «Уна та Джік» із восьми оповідань, опублікованих з 1947 по 1949 рік, у яких розповідається про комічні пригоди «домогосподарки майбутнього» Уни та її відданого чоловіка Джіка. Історії нібито розгорталися в ідеалізованому майбутньому, але сатирично дивилися на післявоєнне домашнє життя, зосереджуючись на придбанні побутових приладів, що економлять працю, і «не відставати від Джонсів». Пізніше Сент-Клер зауважила, що історії про Уну та Джіка «не були особливо популярними серед шанувальників, які були — як тоді, так і зараз — досить позбавленою гумору групою. Легкий тон історій, здавалося, ображав читачів і змушував їх думати, що я жартую».
Маргарет була особливо плідною в 1950-х роках, створивши такі визнані та багато перевидані оповідання, як «Чоловік, який продав мотузку гнолам» (1951), «Яскравість падає з повітря» (1951), «Яйце на місяць звідусіль» (1952) і «Жахи Говс» (1956). Час від часу вона черпала натхнення зі своєї освіти в класиці та знання грецького міфу, як-от у «Місіс Яструб» (1950), сучасному оновленні міфу про Цирцею, «Птах» (1951), про доленосну зустріч сучасної людини з міфічним феніксом і «Богиня на розі вулиці» (1953), в якому зневірений алкаш зустрічає не менш вразливу Афродіту.
Починаючи з 1950 року з «Дитини, яка слухає», усі оповідання Сент-Клер в «Фентезі & Сайнс фікшн» з'являлися під псевдонімом Ідріс Сібрайт. Розповідь Сібрайта «Особистий монстр» з'явилася у вересневому номері за 1955 рік безпосередньо перед оповіданням «Забагато ведмедів» новачка в журналі, чоловіка Сент-Клер, Еріка; у своїй вступній примітці до «Забагато ведмедів» редактор Ентоні Бучер пожартував, що Ерік Сент-Клер «завидно одружений на двох моїх улюблених письменницях-фантастках».
Три новели Маргарет були адаптовані для телебачення. «Місіс Гоук» була знята як «Чудова місіс Гоук» для сезону Телесеріалу «Трилер»1961 року з Джо Ван Фліт у головній ролі. «Хлопчик, який передбачив землетруси» (1950) і «Бренда» (1954) були зняті як сегменти сезону 1971 року «Нічної галереї» Рода Серлінга.
Маргарет Сент-Клер написала лише кілька оповідань у жанрі містики, але одна з них, «Перфекціоніст» (1946), було широко перевидане та перекладене, і послужило основою для п'єси «Врив гіркого» Реджинальда Денгема та Конрада Саттона Сміта. Вона також написала кілька художніх і сатиричних творів для «джентльменських журналів», включаючи Gent і The Dude.

## Романи
Сент-Клер також написав вісім романів, чотири з яких були опубліковані в серії «Туз-дубль».
«Знак Лабриса» (1963), дія якого відбувається у великому підземному сховищі після того, як світ знелюднів через чуму, демонструє відкрите раннє використання елементів Вікки у художній літературі; Сент-Клер писала, що книга «була в першу чергу натхненна книгами Джеральда Гарднера про чаклунство». Редактор The Crystal Well назвав «Знак Лабриса» «окультною класикою», а у своїй рецензії на роман для Analog П. Шайлер Міллер заявив, що Сент-Клер була однією із найбільш недооцінених письменниць наукової фантастики у світі. Дослідження Сент-Клер у сфері чаклунства призвели до її дружби з Реймондом Баклендом, який згадував Сент-Клерів як «абсолютно чудових людей, дуже теплих і люблячих».
Останні три романи Сент-Клер складають вільну трилогію, у всіх яких спільне розташування в найближчому майбутньому на узбережжі Північної Каліфорнії та елементи Вікки. У «Дельфінах Альтаїра» (1967) дельфіни та троє співвітчизників-людей влаштовують війну проти людства, спричиняючи землетруси та танення полярних полів. У фільмі «Люди тіні» (1969) молодий оповідач із Берклі спускається в таємничий підземний світ, щоб врятувати свою викрадену дівчину. «Танцівниці Нойо» (1973) спираються на історію Помо, коли молодий оповідач із Каліфорнії, де населення значною мірою зникло через чуму, вирушає у «Подорож Ґраалем» шосе 101. У цих двох останніх романах пошуки оповідача досягають кульмінації в переживанні трансцендентного просвітлення.

## Спадщина
З самого початку своєї кар'єри Маргарет Сент-Клер усвідомлювала свою роль жінки, яка пише у сфері, де домінують чоловіки. Стаття, яку вона написала для Writer's Digest у 1947 році про продаж історій на ринку наукової фантастики, починається так: «Чому писати наукову фантастику цікаво? На перший погляд, це не здається привабливим, особливо для жінки». Коли в 1954 році в Окленді відбувся Всесвітній конвент наукової фантастики, Oakland Tribune висвітлила Сент-Клер як місцеву авторку, попросивши її надати «меню майбутнього». На задній обкладинці її роману в м'якій обкладинці 1963 року «Знак Лабріс» великими літерами було написано: «Жінки пишуть наукову фантастику!» і продовжив: «Жінки ближчі до примітивного, ніж чоловіки. Вони усвідомлюють місячні тяги, земні припливи. Вони володіють прихованою пам'яттю про невідоме та давнє минуле людства, яке може виникнути, щоб неповторно розфарбувати та надати смаку роману. жінка — це Маргарет Сент-Клер…».
Піонерська роль Маргарет Сент-Клер як жінки, яка пише наукову фантастику, була відзначена Еріком Лейфом Девіном у його книзі «Партнери в чудесах: жінки та народження наукової фантастики, 1926—1965».
Документи Маргарет Сент-Клер зберігаються в Каліфорнійському університеті в Ріверсайді.
Ремсі Кемпбелл описав роботу Маргарет Сент-Клер як «вражаючу оригінальність» і стверджує, що її «ще потрібно повністю оцінити».

## Доробок

### Романи
- Зелена королева (1956)
- Агент невідомого (1956)
- Ігри Нейта (1960)
- Знак Лабриса (1963)
- Повідомлення з Еоцену (1964)
- Дельфіни Альтаїра (1967)
- Люди тіні (1969)
- Танцівниці Нойо (1973)

### Збірки оповідань
- Три світи майбутнього (1964)
- Змінити небо та інші історії (1974)
- Найкраще з Маргарет Сент-Клер (1985)
- Діра в місяці та інші казки (2019)
- Компендіум Маргарет Сент-Клер (2020) Збірка з 62 оповідань Сент-Клер.[16]

### Оповідання (неповний список)
- «Перфекціоніст» (1946)
- «Ракета в Лімбо» (1946)
- «Супер Хост», історія Уни та Джика (1947)
- «Хлопчик, який передбачив землетруси» (1950)
- «Місіс Гоук» (1950)
- «Чоловік, який продав мотузку гнолам» (1951)
- «Яскравість падає з повітря» (1951)
- «Птах» (1951)
- «Яйце на місяць звідусіль» (1952)
- «Богиня на розі» (1953)
- «Бренда» (1954)
- «Особистий монстр» (1955)
- «Жахи Гоус» (1956)
- «Лочинвар» (Galaxy Science Fiction, серпень 1961)
- «Старомодне пташине Різдво» (Galaxy, грудень 1961)
- «Роберта» (Galaxy, жовтень 1962)